# Clásico de las Américas
Clásico de las Américas (fritt översatt: Amerikaklassikern) är beteckningen på fotbollsmatcherna mellan de latinamerikanska herrlandslagen Argentina och Brasilien. Den första matchen mellan lagen spelades den 20 september 1914 i Buenos Aires, Argentina.
Matcherna har stor betydelse för lagen eftersom landslagen är bland de mest välmeriterade på den amerikanska kontinenten:
- Argentina:
  - 3 världsmästerskap (1978, 1986 och 2022)[2]
  - 2 olympiska spel (2004 och 2008)
  - 16 sydamerikanska mästerskap/Copa América (1921, 1925, 1927, 1929, 1937, 1941, 1945, 1946, 1947, 1955, 1957, 1959, 1991, 1993, 2021 och 2024)
- Brasilien:
  - 5 världsmästerskap (1958, 1962, 1970, 1994 och 2002)[3]
  - 1 olympiskt spel (2016)
  - 9 sydamerikanska mästerskap/Copa América (1919, 1922, 1949, 1989, 1997, 1999, 2004, 2007 och 2019)

## Resultat och statistik
Lagen har spelat 102 officiella matcher mot varandra sedan 1914. Argentina har vunnit 37 av dessa möten, Brasilien 39 matcher, medan 26 matcher har slutat oavgjort. Matcher som har fått avgöras med straffsparksläggning räknas som oavgjort.
| Lag       | S   | V  | O  | F  | GM  | IM  | MS | P   |
| --------- | --- | -- | -- | -- | --- | --- | -- | --- |
| Argentina | 111 | 43 | 26 | 42 | 159 | 159 | 0  | 112 |
| Brasilien | 111 | 42 | 26 | 43 | 159 | 159 | 0  | 110 |

### 1914–1919
| 1 | 20 september 1914 | Argentina                                      | 3 – 0   | Brasilien | Träningsmatch                                               |                                                             |
|   |                   | Carlos Izaguirre 41′, 65′ Alquiles Molfino 57′ | (1 – 0) |           | Estadio GEBA, Buenos Aires Domare: M. Léon Peyrou (Uruguay) | Estadio GEBA, Buenos Aires Domare: M. Léon Peyrou (Uruguay) |
|   |                   |                                                |         |           | Estadio GEBA, Buenos Aires Domare: M. Léon Peyrou (Uruguay) | Estadio GEBA, Buenos Aires Domare: M. Léon Peyrou (Uruguay) |
|   |                   |                                                |         |           | Estadio GEBA, Buenos Aires Domare: M. Léon Peyrou (Uruguay) | Estadio GEBA, Buenos Aires Domare: M. Léon Peyrou (Uruguay) |

| 2 | 27 september 1914 | Argentina | 0 – 1 | Brasilien     | Copa Roca 1914             |                            |
|   |                   |           |       | Rubens Salles | Estadio GEBA, Buenos Aires | Estadio GEBA, Buenos Aires |
|   |                   |           |       |               | Estadio GEBA, Buenos Aires | Estadio GEBA, Buenos Aires |
|   |                   |           |       |               | Estadio GEBA, Buenos Aires | Estadio GEBA, Buenos Aires |

| 3 | 10 juli 1916 | Argentina       | 1 – 1   | Brasilien   | Sydamerikanska mästerskapet i fotboll 1916                             |                                                                        |
|   |              | José Laguna 10′ | (1 – 1) | Alencar 23′ | Estadio GEBA, Buenos Aires Publik: 16 000 Domare: Carlos Fanta (Chile) | Estadio GEBA, Buenos Aires Publik: 16 000 Domare: Carlos Fanta (Chile) |
|   |              |                 |         |             | Estadio GEBA, Buenos Aires Publik: 16 000 Domare: Carlos Fanta (Chile) | Estadio GEBA, Buenos Aires Publik: 16 000 Domare: Carlos Fanta (Chile) |
|   |              |                 |         |             | Estadio GEBA, Buenos Aires Publik: 16 000 Domare: Carlos Fanta (Chile) | Estadio GEBA, Buenos Aires Publik: 16 000 Domare: Carlos Fanta (Chile) |

| 4 | 3 oktober 1917 | Argentina                                                                  | 4 – 2   | Brasilien                         | Sydamerikanska mästerskapet i fotboll 1917                             |                                                                        |
|   |                | Pedro Calomino 15′ Alberto Ohaco 56′ (str.), 58′ (str.) Antonio Blanco 80′ | (1 – 2) | Neco 8′ Silvio Lagreca 39′ (str.) | Parque Pereira, Montevideo Publik: 20 000 Domare: Carlos Fanta (Chile) | Parque Pereira, Montevideo Publik: 20 000 Domare: Carlos Fanta (Chile) |
|   |                |                                                                            |         |                                   | Parque Pereira, Montevideo Publik: 20 000 Domare: Carlos Fanta (Chile) | Parque Pereira, Montevideo Publik: 20 000 Domare: Carlos Fanta (Chile) |
|   |                |                                                                            |         |                                   | Parque Pereira, Montevideo Publik: 20 000 Domare: Carlos Fanta (Chile) | Parque Pereira, Montevideo Publik: 20 000 Domare: Carlos Fanta (Chile) |

| 5 | 18 maj 1919 | Brasilien                         | 3 – 1   | Argentina            | Sydamerikanska mästerskapet i fotboll 1919                            |                                                                       |
|   |             | Héitor 22′ Amílcar 57′ Millón 77′ | (1 – 0) | Carlos Izaguirre 65′ | Estádio das Laranjeiras, Rio de Janeiro Domare: Robert Todd (England) | Estádio das Laranjeiras, Rio de Janeiro Domare: Robert Todd (England) |
|   |             |                                   |         |                      | Estádio das Laranjeiras, Rio de Janeiro Domare: Robert Todd (England) | Estádio das Laranjeiras, Rio de Janeiro Domare: Robert Todd (England) |
|   |             |                                   |         |                      | Estádio das Laranjeiras, Rio de Janeiro Domare: Robert Todd (England) | Estádio das Laranjeiras, Rio de Janeiro Domare: Robert Todd (England) |

| 6 | 1 juni 1919 | Brasilien           | 3 – 3 | Argentina                                  | Copa Roberto Chery 1919                 |                                         |
|   |             | Arlindo (2) Haroldo |       | Edwin Clarcke Ernesto Mattozzi José Laiolo | Estádio das Laranjeiras, Rio de Janeiro | Estádio das Laranjeiras, Rio de Janeiro |
|   |             |                     |       |                                            | Estádio das Laranjeiras, Rio de Janeiro | Estádio das Laranjeiras, Rio de Janeiro |
|   |             |                     |       |                                            | Estádio das Laranjeiras, Rio de Janeiro | Estádio das Laranjeiras, Rio de Janeiro |

### 1920–1929
| 7 | 25 september 1920 | Brasilien | 0 – 2 | Argentina | Sydamerikanska mästerskapet i fotboll 1920 |  |
|   |                   |           |       |           |                                            |  |
|   |                   |           |       |           |                                            |  |
|   |                   |           |       |           |                                            |  |

| 8 | 12 oktober 1920 | Argentina | 3 – 1 | Brasilien | Träningsmatch |  |
|   |                 |           |       |           |               |  |
|   |                 |           |       |           |               |  |
|   |                 |           |       |           |               |  |

| 9 | 2 oktober 1921 | Argentina | 1 – 0 | Brasilien | Sydamerikanska mästerskapet i fotboll 1921 |  |
|   |                |           |       |           |                                            |  |
|   |                |           |       |           |                                            |  |
|   |                |           |       |           |                                            |  |

| 10 | 15 oktober 1922 | Brasilien | 2 – 0 | Argentina | Sydamerikanska mästerskapet i fotboll 1922 |  |
|    |                 |           |       |           |                                            |  |
|    |                 |           |       |           |                                            |  |
|    |                 |           |       |           |                                            |  |

| 11 | 22 oktober 1922 | Brasilien | 2 – 1 | Argentina | Copa Roca 1922 |  |
|    |                 |           |       |           |                |  |
|    |                 |           |       |           |                |  |
|    |                 |           |       |           |                |  |

| 12 | 18 november 1923 | Argentina | 2 – 1 | Brasilien | Sydamerikanska mästerskapet i fotboll 1923 |  |
|    |                  |           |       |           |                                            |  |
|    |                  |           |       |           |                                            |  |
|    |                  |           |       |           |                                            |  |

| 13 | 2 december 1923 | Argentina | 0 – 2 | Brasilien | Copa Confraternidad 1923 |  |
|    |                 |           |       |           |                          |  |
|    |                 |           |       |           |                          |  |
|    |                 |           |       |           |                          |  |

| 14 | 9 december 1923 | Argentina | 2 – 0 | Brasilien | Copa Roca 1923 |  |
|    |                 |           |       |           |                |  |
|    |                 |           |       |           |                |  |
|    |                 |           |       |           |                |  |

| 15 | 13 december 1925 | Argentina | 4 – 1 | Brasilien | Sydamerikanska mästerskapet i fotboll 1925 |  |
|    |                  |           |       |           |                                            |  |
|    |                  |           |       |           |                                            |  |
|    |                  |           |       |           |                                            |  |

| 16 | 25 december 1925 | Argentina | 2 – 2 | Brasilien | Sydamerikanska mästerskapet i fotboll 1925 |  |
|    |                  |           |       |           |                                            |  |
|    |                  |           |       |           |                                            |  |
|    |                  |           |       |           |                                            |  |

### 1930–1939
| 17 | 30 januari 1937 | Argentina | 1 – 0 | Brasilien | Sydamerikanska mästerskapet i fotboll 1937 (gruppspel) |  |
|    |                 |           |       |           |                                                        |  |
|    |                 |           |       |           |                                                        |  |
|    |                 |           |       |           |                                                        |  |

| 18 | 1 februari 1937 | Argentina | 2 – 0 (e.fl.) | Brasilien | Sydamerikanska mästerskapet i fotboll 1937 (skiljematch) |  |
|    |                 |           |               |           |                                                          |  |
|    |                 |           |               |           |                                                          |  |
|    |                 |           |               |           |                                                          |  |

| 19 | 15 januari 1939 | Brasilien | 1 – 5 | Argentina | Copa Roca 1939 |  |
|    |                 |           |       |           |                |  |
|    |                 |           |       |           |                |  |
|    |                 |           |       |           |                |  |

| 20 | 22 januari 1939 | Brasilien | 3 – 2 | Argentina | Copa Roca 1939 |  |
|    |                 |           |       |           |                |  |
|    |                 |           |       |           |                |  |
|    |                 |           |       |           |                |  |

### 1940–1949
| №  | Datum       | Spelort        | Arena         | Vinnare   | Resultat | Tävling                                     | Mål (ARG)                      | Mål (BRA)                                                    |
| -- | ----------- | -------------- | ------------- | --------- | -------- | ------------------------------------------- | ------------------------------ | ------------------------------------------------------------ |
| 21 | 18 Feb 1940 | São Paulo      | P. Antarctica | (Draw)    | 2–2      | Cassan, Baldonedo                           | Leônidas (2)                   |                                                              |
| 22 | 25 Feb 1940 | Sao Paulo      | P. Antarctica | Argentina | 3–0      | Baldonedo, Fidel, Sastre                    |                                |                                                              |
| 23 | 5 Mar 1940  | Buenos Aires   | San Lorenzo   | Argentina | 6–1      | Masantonio (2), Peucelle (3), Baldonedo     | Jair                           |                                                              |
| 24 | 10 Mar 1940 | Buenos Aires   | San Lorenzo   | Brasilien | 3–2      | Baldonedo (2)                               | Hércules (2), Leônidas         |                                                              |
| 25 | 17 Mar 1940 | Avellaneda     | Independiente | Argentina | 5–1      | Baldonedo, Masantonio (2), Peucelle, Cassan | Leônidas                       |                                                              |
| 26 | 17 Jan 1942 | Montevideo     | Centenario    | Argentina | 2–1      | 1942 Sudamericano                           | E. García, Masantonio          | Servílio Sr.                                                 |
| 27 | 16 Feb 1945 | Santiago       | Nacional      | Argentina | 3–1      | 1945 Sudamericano                           | N. Méndez                      | Ademir                                                       |
| 28 | 16 Dec 1945 | Sao Paulo      | Pacaembu      | Argentina | 4–3      | Roca Cup                                    | Pedernera, Boyé, Sued, Labruna | Salomón (og), Zizinho, Ademir                                |
| 29 | 20 Dec 1945 | Rio de Janeiro | São Januário  | Brasilien | 6–2      | Roca Cup                                    | Pedernera, Martino             | Ademir (2), Leônidas (p.), Zizinho, Chico, Heleno de Freitas |
| 30 | 23 Dec 1945 | Rio de Janeiro | São Januário  | Brasilien | 3–1      | Roca Cup                                    | Martino                        | Heleno de Freitas, E. Lima, Fonda (o.g.)                     |
| 31 | 10 Feb 1946 | Buenos Aires   | River Plate   | Argentina | 2–0      | 1946 Sudamericano                           | N. Méndez (2)                  |                                                              |

### 1950–1959
| №  | Datum       | Spelort        | Arena       | Vinnare   | Resultat | Tävling               | Mål (ARG)                   | Mål (BRA)                |
| -- | ----------- | -------------- | ----------- | --------- | -------- | --------------------- | --------------------------- | ------------------------ |
| 32 | 5 Feb 1956  | Montevideo     | Centenario  | Brasilien | 1–0      | 1956 Sudamericano     |                             | Luizinho                 |
| 33 | 18 Mar 1956 | Mexico D.F.    | Municipal   | (Draw)    | 2–2      | 1956 Panamerican      | Yudica, Sívori              | Chinesinho, Ênio Andrade |
| 34 | 8 Jul 1956  | Avellaneda     | Racing      | (Draw)    | 0–0      | Taça do Atlântico     |                             |                          |
| 35 | 3 Apr 1957  | Lima           | Nacional    | Argentina | 3–0      | 1957 Sudamericano     | Angelillo, Maschio, Cruz    |                          |
| 36 | 7 Jul 1957  | Rio de Janeiro | Maracanã    | Argentina | 2–1      | Roca Cup              | Labruna, Juárez             | Pelé                     |
| 37 | 10 Jul 1957 | Sao Paulo      | Pacaembu    | Brasilien | 2–0      | Roca Cup              |                             | Pelé, Mazzola            |
| 38 | 4 Apr 1959  | Buenos Aires   | River Plate | (Draw)    | 1–1      | 1959 Sudamericano (A) | Pizzuti                     | Pelé                     |
| 39 | 22 Dec 1959 | Guayaquil      | Modelo      | Argentina | 4–1      | 1959 Sudamericano (E) | O.H. García, Sanfilippo (3) | Geraldo                  |

### 1960–1969
| №  | Datum       | Spelort        | Arena          | Vinnare   | Resultat | Tävling           | Mål (ARG)                       | Mål (BRA)                              |
| -- | ----------- | -------------- | -------------- | --------- | -------- | ----------------- | ------------------------------- | -------------------------------------- |
| 40 | 13 Mar 1960 | San José       | Nacional       | Argentina | 2–1      | 1960 Panamerican  | Belén, Nardiello                | Teixeira                               |
| 41 | 20 Mar 1960 | San José       | Nacional       | Brasilien | 1–0      | 1960 Panamerican  |                                 | Kuelle                                 |
| 42 | 26 May 1960 | Buenos Aires   | River Plate    | Argentina | 4–2      | Roca Cup          | Nardiello (2), D'Ascenzo, Belén | Djalma Santos, Delém                   |
| 43 | 29 May 1960 | Buenos Aires   | River Plate    | Brasilien | 4–1      | Roca Cup          | R. Sosa                         | Delém, Julinho, Servílio Jr.           |
| 44 | 12 Jul 1960 | Rio de Janeiro | Maracanã       | Brasilien | 5–1      | Taça do Atlântico | R. Sosa                         | Chinesinho, Pelé, Pepe (2), Delém      |
| 45 | 24 Mar 1963 | La Paz         | Hernando Siles | Argentina | 3–0      | 1963 Sudamericano | M. Rodríguez, Savoy, Juárez     |                                        |
| 46 | 13 Apr 1963 | Sao Paulo      | Morumbi        | Argentina | 3–2      | Roca Cup          | Lallana (2), Juárez             | Pepe                                   |
| 47 | 16 Apr 1963 | Rio de Janeiro | Maracanã       | Brasilien | 5–2      | Roca Cup          | Fernández, Savoy                | Pelé (3), Amarildo (2)                 |
| 48 | 3 Jun 1964  | Sao Paulo      | Pacaembu       | Argentina | 3–0      | Taça das Nações   | E. Onega, Telch (2)             |                                        |
| 49 | 9 Jun 1965  | Rio de Janeiro | Maracanã       | (Draw)    | 0–0      | Friendly          |                                 |                                        |
| 50 | 7 Aug 1968  | Rio de Janeiro | Maracanã       | Brasilien | 4–1      | Friendly          | Basile                          | Waltencir, R. Miranda, Jairzinho, Caju |
| 51 | 11 Aug 1968 | Belo Horizonte | Mineirão       | Brasilien | 3–2      | Friendly          | Rendo, Silva                    | Evaldo, Rodrigues, Dirceu              |

### 1970–1979
| №  | Datum       | Spelort        | Arena                | Vinnare   | Resultat | Tävling                      | Mål (ARG)           | Mål (BRA)           |
| -- | ----------- | -------------- | -------------------- | --------- | -------- | ---------------------------- | ------------------- | ------------------- |
| 52 | 4 Mar 1970  | Porto Alegre   | Beira-Rio            | Argentina | 2–0      | Friendly                     | Mas, Conigliaro     |                     |
| 53 | 8 Mar 1970  | Rio de Janeiro | Maracanã             | Brasilien | 2–1      | Friendly                     | Brindisi            |                     |
| 54 | 28 Jul 1971 | Buenos Aires   | River Plate          | (Draw)    | 1–1      | Roca Cup                     | Madurga             | Caju                |
| 55 | 31 Jul 1971 | Buenos Aires   | River Plate          | (Draw)    | 2–2      | Roca Cup                     | Fischer (2)         | Tostão, Caju        |
| 56 | 30 Jun 1974 | Hannover       | Niedersachsenstadion | Brasilien | 2–1      | 1974 World Cup               | Brindisi            | Rivelino, Jairzinho |
| 57 | 6 Aug 1975  | Belo Horizonte | Mineirao             | Brasilien | 1–2      | 1975 Copa América            | Asad                | Nelinho (2)         |
| 58 | 16 Aug 1975 | Rosario        | Gigante Arroyito     | Brasilien | 1–0      | 1975 Copa América            |                     | Danival             |
| 59 | 27 Feb 1976 | Buenos Aires   | River Plate          | Brasilien | 2–1      | Taça do Atlântico + Roca Cup | Kempes              | Lula, Zico          |
| 60 | 19 May 1976 | Río de Janeiro | Maracanã             | Brasilien | 2–0      | Taça do Atlântico + Roca Cup |                     | Lula, Neca          |
| 61 | 18 Jun 1978 | Rosario        | Gigante Arroyito     | (Draw)    | 0–0      | 1978 World Cup               |                     |                     |
| 62 | 2 Aug 1979  | Río de Janeiro | Maracanã             | Brasilien | 2–1      | 1979 Copa América            | Coscia              | Zico, Tita          |
| 63 | 23 Aug 1979 | Buenos Aires   | River Plate          | Draw      | 2–2      | 1979 Copa América            | Passarella, R. Díaz | Sócrates (2)        |

### 1980–1989
| №  | Datum       | Spelort        | Arena         | Vinnare   | Resultat | Tävling                        | Mål (ARG)  | Mål (BRA)              |
| -- | ----------- | -------------- | ------------- | --------- | -------- | ------------------------------ | ---------- | ---------------------- |
| 64 | 4 Jan 1981  | Montevideo     | Centenario    | Draw      | 1–1      | Mundialito                     | Maradona   | Edevaldo               |
| 65 | 2 Jun 1982  | Barcelona      | Sarrià        | Brasilien | 3–1      | 1982 World Cup                 | R. Díaz    | Zico, Serginho, Júnior |
| 66 | 24 Aug 1983 | Buenos Aires   | Monumental    | Argentina | 1–0      | 1983 Copa América              | Gareca     |                        |
| 67 | 14 Sep 1983 | Rio de Janeiro | Maracanã      | (Draw)    | 0–0      | 1983 Copa América              |            |                        |
| 68 | 17 Jun 1984 | Sao Paulo      | Morumbi       | (Draw)    | 0–0      | Friendly                       |            |                        |
| 69 | 5 May 1985  | Salvador       | Arena F. Nova | Brasilien | 2–1      | Friendly                       | Burruchaga | Careca, Alemão         |
| 70 | 10 Jul 1988 | Melbourne      | Olympic Park  | (Draw)    | 0–0      | Australia Bicentenary Gold Cup |            |                        |
| 71 | 12 Jul 1989 | Rio de Janeiro | Maracanã      | Brasilien | 2–0      | 1989 Copa América              |            | Bebeto, Romário        |

### 1990–1999
| №  | Datum       | Spelort         | Arena            | Vinnare   | Resultat | Tävling                          | Mål (ARG)                  | Mål (BRA)                                      |
| -- | ----------- | --------------- | ---------------- | --------- | -------- | -------------------------------- | -------------------------- | ---------------------------------------------- |
| 72 | 24 Jun 1990 | Turin           | delle Alpi       | Argentina | 1–0      | 1990 World Cup                   | Caniggia                   |                                                |
| 73 | 27 Mar 1991 | Buenos Aires    | José Amalfitani  | (Draw)    | 3–3      | Friendly                         | Ferreyra, Franco, Bisconti | Renato Gaúcho, Luís Henrique, Careca Bianchezi |
| 74 | 27 Jun 1991 | Curitiba        | Pinheirão        | (Draw)    | 1–1      | Friendly                         | Caniggia                   | Neto                                           |
| 75 | 17 Jul 1991 | Santiago        | Estadio Nacional | Argentina | 3–2      | 1991 Copa América                | Franco (2), Batistuta      | Branco, Joao Paulo                             |
| 76 | 18 Feb 1993 | Buenos Aires    | River Plate      | (Draw)    | 1–1      | Copa Centenario de la AFA        | Mancuso                    | Luís Henrique                                  |
| 77 | 27 Jun 1993 | Guayaquil       | Monumental       | (Draw)    | 1–1      | 1993 Copa América                | L. Rodríguez               | Müller                                         |
| 78 | 23 Mar 1994 | Recife          | Arruda           | Brasilien | 11–0     | Friendly                         |                            | Bebeto (2)                                     |
| 79 | 17 Jul 1995 | Rivera          | Atilio Paiva     | (Draw)    | 2–2      | 1995 Copa América                | Balbo, Batistuta           | Edmundo, Túlio                                 |
| 80 | 8 Nov 1995  | Buenos Aires    | River Plate      | Brasilien | 1–0      | Copa 50imo Aniversario de Clarín |                            | Donizete                                       |
| 81 | 29 Abr 1998 | Rio de Janeiro  | Maracanã         | Argentina | 1–0      | Friendly                         | C. López                   |                                                |
| 82 | 11 Jun 1999 | Ciudad del Este | Antonio Aranda   | Brasilien | 2–1      | 1999 Copa América                | Sorín                      | Rivaldo, Ronaldo                               |
| 83 | 4 Sep 1999  | Buenos Aires    | River Plate      | Argentina | 2–0      | Copa ZH 35th Anniversary         | Verón, Crespo              |                                                |
| 84 | 7 Sep 1999  | Porto Alegre    | Beira-Rio        | Brasilien | 4–2      | Copa ZH 35th Anniversary         | Ayala, Ortega              | Rivaldo (3), Ronaldo                           |

### 2000–2009
| №  | Datum       | Spelort        | Arena            | Vinnare   | Resultat      | Tävling                      | Mål (ARG)             | Mål (BRA)                              |
| -- | ----------- | -------------- | ---------------- | --------- | ------------- | ---------------------------- | --------------------- | -------------------------------------- |
| 85 | 26 Jul 2000 | Sao Paulo      | Morumbi          | Brasilien | 3–1           | 2002 World Cup qualification | Almeyda               | Alex, Vampeta (2)                      |
| 86 | 5 Sep 2001  | Buenos Aires   | River Plate      | Argentina | 2–1           | 2002 World Cup qualification | Gallardo, Cris (o.g.) | Ayala (o.g.)                           |
| 87 | 2 Jun 2004  | Belo Horizonte | Mineirao         | Brasilien | 11–1          | 2006 World Cup qualification | Sorín                 | Ronaldo (3)                            |
| 88 | 25 Jul 2004 | Lima           | Estadio Nacional | (Draw)    | 2–2 (PSO 2–4) | 2004 Copa América            | K. González, Delgado  | Luisão, Adriano                        |
| 89 | 8 Jun 2005  | Buenos Aires   | River Plate      | Argentina | 3–1           | 2006 World Cup qualification | Crespo (2), Riquelme  | R. Carlos                              |
| 90 | 29 Jun 2005 | Frankfurt      | Waldstadion      | Brasilien | 4–1           | 2005 FIFA Confederations Cup | Aimar                 | Adriano (2), Kaká, Ronaldinho          |
| 91 | 3 Sep 2006  | London         | Emirates Stadium | Brasilien | 3–0           | Friendly                     |                       | Elano (2), Kaká                        |
| 92 | 15 Jul 2007 | Maracaibo      | José P. Romero   | Brasilien | 3–0           | 2007 Copa América            |                       | J. Baptista , Ayala (o.g.), Dani Alves |
| 93 | 18 Jun 2008 | Belo Horizonte | Mineirao         | (Draw)    | 0–0           | 2010 World Cup qualification |                       |                                        |
| 94 | 5 Sep 2009  | Rosario        | Gigante Arroyito | Brasilien | 3–1           | 2010 World Cup qualification | Dátolo                | Luisão, L. Fabiano (2)                 |

### 2010–2019
| 95  | 17 november 2010 | Argentina        | 1 – 0   | Brasilien | Träningsmatch                                                |                                                              |
| UTC | UTC              | Lionel Messi 90′ | (0 – 0) |           | Doha, Khalifa International Domare: Abdullah Balideh (Qatar) | Doha, Khalifa International Domare: Abdullah Balideh (Qatar) |
| UTC | UTC              |                  |         |           | Doha, Khalifa International Domare: Abdullah Balideh (Qatar) | Doha, Khalifa International Domare: Abdullah Balideh (Qatar) |
| UTC | UTC              |                  |         |           | Doha, Khalifa International Domare: Abdullah Balideh (Qatar) | Doha, Khalifa International Domare: Abdullah Balideh (Qatar) |

| 96           | 14 september 2011 | Argentina | 0 – 0 | Brasilien | Superclásico de las Américas 2011 (I)                                              |                                                                                    |
| 21:50 UTC−03 | 21:50 UTC−03      |           |       |           | Córdoba, Estadio Mario Alberto Kempes Publik: 50 000 Domare: Enrique Osses (Chile) | Córdoba, Estadio Mario Alberto Kempes Publik: 50 000 Domare: Enrique Osses (Chile) |
| 21:50 UTC−03 | 21:50 UTC−03      |           |       |           | Córdoba, Estadio Mario Alberto Kempes Publik: 50 000 Domare: Enrique Osses (Chile) | Córdoba, Estadio Mario Alberto Kempes Publik: 50 000 Domare: Enrique Osses (Chile) |
| 21:50 UTC−03 | 21:50 UTC−03      |           |       |           | Córdoba, Estadio Mario Alberto Kempes Publik: 50 000 Domare: Enrique Osses (Chile) | Córdoba, Estadio Mario Alberto Kempes Publik: 50 000 Domare: Enrique Osses (Chile) |

| 97          | 28 september 2011 | Brasilien                  | 2 – 0   | Argentina | Superclásico de las Américas 2011 (II)                                           |                                                                                  |
| 21:50 UTC−3 | 21:50 UTC−3       | Lucas Moura 53′ Neymar 75′ | (0 – 0) |           | Belém, Estádio Olímpico do Pará Publik: 45 000 Domare: Jorge Larrionda (Uruguay) | Belém, Estádio Olímpico do Pará Publik: 45 000 Domare: Jorge Larrionda (Uruguay) |
| 21:50 UTC−3 | 21:50 UTC−3       |                            |         |           | Belém, Estádio Olímpico do Pará Publik: 45 000 Domare: Jorge Larrionda (Uruguay) | Belém, Estádio Olímpico do Pará Publik: 45 000 Domare: Jorge Larrionda (Uruguay) |
| 21:50 UTC−3 | 21:50 UTC−3       |                            |         |           | Belém, Estádio Olímpico do Pará Publik: 45 000 Domare: Jorge Larrionda (Uruguay) | Belém, Estádio Olímpico do Pará Publik: 45 000 Domare: Jorge Larrionda (Uruguay) |

| 98  | 9 juni 2012 | Argentina                                         | 4 – 3   | Brasilien                     | Träningsmatch                                                              |                                                                            |
| UTC | UTC         | Lionel Messi 32′, 34′, 85′ Federico Fernández 76′ | (2 – 1) | 23′ Rômulo 56′ Oscar 72′ Hulk | East Rutherford, MetLife Stadium Publik: 81 994 Domare: Jair Marrufo (USA) | East Rutherford, MetLife Stadium Publik: 81 994 Domare: Jair Marrufo (USA) |
| UTC | UTC         |                                                   |         |                               | East Rutherford, MetLife Stadium Publik: 81 994 Domare: Jair Marrufo (USA) | East Rutherford, MetLife Stadium Publik: 81 994 Domare: Jair Marrufo (USA) |
| UTC | UTC         |                                                   |         |                               | East Rutherford, MetLife Stadium Publik: 81 994 Domare: Jair Marrufo (USA) | East Rutherford, MetLife Stadium Publik: 81 994 Domare: Jair Marrufo (USA) |

| 99          | 19 september 2012 | Brasilien                        | 2 – 1   | Argentina                | Superclásico de las Américas 2012 (I)                                    |                                                                          |
| 22:00 UTC−3 | 22:00 UTC−3       | Paulinho 25′ Neymar 90+3′ (str.) | (1 – 1) | Juan Manuel Martínez 19′ | Goiânia, Serra Dourada Publik: 37 871 Domare: Carlos Amarilla (Paraguay) | Goiânia, Serra Dourada Publik: 37 871 Domare: Carlos Amarilla (Paraguay) |
| 22:00 UTC−3 | 22:00 UTC−3       |                                  |         |                          | Goiânia, Serra Dourada Publik: 37 871 Domare: Carlos Amarilla (Paraguay) | Goiânia, Serra Dourada Publik: 37 871 Domare: Carlos Amarilla (Paraguay) |
| 22:00 UTC−3 | 22:00 UTC−3       |                                  |         |                          | Goiânia, Serra Dourada Publik: 37 871 Domare: Carlos Amarilla (Paraguay) | Goiânia, Serra Dourada Publik: 37 871 Domare: Carlos Amarilla (Paraguay) |

| 100         | 21 november 2012 | Argentina                                                                             | 2 – 1                      | Brasilien                               | Superclásico de las Américas 2012 (II)                                  |                                                                         |
| 21:00 UTC−3 | 21:00 UTC−3      | Ignacio Scocco 81′ (str.), 89′                                                        | (0 – 0)                    | Fred 83′                                | La Bombonera, Buenos Aires Publik: 32 000 Domare: Enrique Osses (Chile) | La Bombonera, Buenos Aires Publik: 32 000 Domare: Enrique Osses (Chile) |
| 21:00 UTC−3 | 21:00 UTC−3      |                                                                                       |                            |                                         | La Bombonera, Buenos Aires Publik: 32 000 Domare: Enrique Osses (Chile) | La Bombonera, Buenos Aires Publik: 32 000 Domare: Enrique Osses (Chile) |
| 21:00 UTC−3 | 21:00 UTC−3      | Juan Manuel Martínez Walter Montillo Sebastián Domínguez Ignacio Scocco Agustín Orión | Straffsparksläggning 3 – 4 | Thiago Neves Jean Carlinhos Fred Neymar | La Bombonera, Buenos Aires Publik: 32 000 Domare: Enrique Osses (Chile) | La Bombonera, Buenos Aires Publik: 32 000 Domare: Enrique Osses (Chile) |

| 101         | 11 oktober 2014 | Brasilien               | 2 – 0   | Argentina | Superclásico de las Américas 2014                                    |                                                                      |
| 21:00 UTC+8 | 21:00 UTC+8     | Diego Tardelli 28′, 64′ | (1 – 0) |           | Peking, Pekings Nationalstadion Publik: 52 313 Domare: Fan Qi (Kina) | Peking, Pekings Nationalstadion Publik: 52 313 Domare: Fan Qi (Kina) |
| 21:00 UTC+8 | 21:00 UTC+8     |                         |         |           | Peking, Pekings Nationalstadion Publik: 52 313 Domare: Fan Qi (Kina) | Peking, Pekings Nationalstadion Publik: 52 313 Domare: Fan Qi (Kina) |
| 21:00 UTC+8 | 21:00 UTC+8     |                         |         |           | Peking, Pekings Nationalstadion Publik: 52 313 Domare: Fan Qi (Kina) | Peking, Pekings Nationalstadion Publik: 52 313 Domare: Fan Qi (Kina) |

| 102         | 13 november 2015 | Argentina            | 1 – 1   | Brasilien      | Kvalspel till VM 2018                                                       |                                                                             |
| 21:00 UTC−3 | 21:00 UTC−3      | Ezequiel Lavezzi 34′ | (1 – 0) | Lucas Lima 58′ | Buenos Aires, El Monumental Publik: 40 000 Domare: Antonio Arias (Paraguay) | Buenos Aires, El Monumental Publik: 40 000 Domare: Antonio Arias (Paraguay) |
| 21:00 UTC−3 | 21:00 UTC−3      |                      |         |                | Buenos Aires, El Monumental Publik: 40 000 Domare: Antonio Arias (Paraguay) | Buenos Aires, El Monumental Publik: 40 000 Domare: Antonio Arias (Paraguay) |
| 21:00 UTC−3 | 21:00 UTC−3      |                      |         |                | Buenos Aires, El Monumental Publik: 40 000 Domare: Antonio Arias (Paraguay) | Buenos Aires, El Monumental Publik: 40 000 Domare: Antonio Arias (Paraguay) |

| 103         | 10 november 2016 | Brasilien                                     | 3 – 0   | Argentina | Kvalspel till VM 2018                                                  |                                                                        |
| 21:45 UTC−2 | 21:45 UTC−2      | Philippe Coutinho 24′ Neymar 45′ Paulinho 59′ | (2 – 0) |           | Mineirão, Belo Horizonte Publik: 54 490 Domare: Julio Bascuñán (Chile) | Mineirão, Belo Horizonte Publik: 54 490 Domare: Julio Bascuñán (Chile) |
| 21:45 UTC−2 | 21:45 UTC−2      |                                               |         |           | Mineirão, Belo Horizonte Publik: 54 490 Domare: Julio Bascuñán (Chile) | Mineirão, Belo Horizonte Publik: 54 490 Domare: Julio Bascuñán (Chile) |
| 21:45 UTC−2 | 21:45 UTC−2      |                                               |         |           | Mineirão, Belo Horizonte Publik: 54 490 Domare: Julio Bascuñán (Chile) | Mineirão, Belo Horizonte Publik: 54 490 Domare: Julio Bascuñán (Chile) |

| 104          | 9 juni 2017  | Brasilien | 0 – 1   | Argentina           | Superclásico de las Américas 2017                                                   |                                                                                     |
| 20:05 UTC+10 | 20:05 UTC+10 |           | (0 – 1) | Gabriel Mercado 45′ | Melbourne Cricket Ground, Melbourne Publik: 95 569 Domare: Chris Beath (Australien) | Melbourne Cricket Ground, Melbourne Publik: 95 569 Domare: Chris Beath (Australien) |
| 20:05 UTC+10 | 20:05 UTC+10 |           |         |                     | Melbourne Cricket Ground, Melbourne Publik: 95 569 Domare: Chris Beath (Australien) | Melbourne Cricket Ground, Melbourne Publik: 95 569 Domare: Chris Beath (Australien) |
| 20:05 UTC+10 | 20:05 UTC+10 |           |         |                     | Melbourne Cricket Ground, Melbourne Publik: 95 569 Domare: Chris Beath (Australien) | Melbourne Cricket Ground, Melbourne Publik: 95 569 Domare: Chris Beath (Australien) |

| 105         | 16 oktober 2018 | Argentina | 0 – 1   | Brasilien     | Superclásico de las Américas 2018                                               |                                                                                 |
| 20:00 UTC+3 | 20:00 UTC+3     |           | (0 – 0) | Miranda 90+3′ | Jeddah, King Abdullah Sports City Publik: 62 315 Domare: Felix Brych (Tyskland) | Jeddah, King Abdullah Sports City Publik: 62 315 Domare: Felix Brych (Tyskland) |
| 20:00 UTC+3 | 20:00 UTC+3     |           |         |               | Jeddah, King Abdullah Sports City Publik: 62 315 Domare: Felix Brych (Tyskland) | Jeddah, King Abdullah Sports City Publik: 62 315 Domare: Felix Brych (Tyskland) |
| 20:00 UTC+3 | 20:00 UTC+3     |           |         |               | Jeddah, King Abdullah Sports City Publik: 62 315 Domare: Felix Brych (Tyskland) | Jeddah, King Abdullah Sports City Publik: 62 315 Domare: Felix Brych (Tyskland) |

| 106         | 2 juli 2019 | Brasilien                             | 2 – 0   | Argentina | Copa América 2019 (semifinal)                                            |                                                                          |
| 21:30 UTC−3 | 21:30 UTC−3 | Gabriel Jesus 19′ Roberto Firmino 71′ | (1 – 0) |           | Mineirão, Belo Horizonte Publik: 55 947 Domare: Roddy Zambrano (Ecuador) | Mineirão, Belo Horizonte Publik: 55 947 Domare: Roddy Zambrano (Ecuador) |
| 21:30 UTC−3 | 21:30 UTC−3 |                                       |         |           | Mineirão, Belo Horizonte Publik: 55 947 Domare: Roddy Zambrano (Ecuador) | Mineirão, Belo Horizonte Publik: 55 947 Domare: Roddy Zambrano (Ecuador) |
| 21:30 UTC−3 | 21:30 UTC−3 |                                       |         |           | Mineirão, Belo Horizonte Publik: 55 947 Domare: Roddy Zambrano (Ecuador) | Mineirão, Belo Horizonte Publik: 55 947 Domare: Roddy Zambrano (Ecuador) |

| 107         | 15 november 2019 | Brasilien | 0 – 1   | Argentina        | Superclásico de las Américas 2019                                                         |                                                                                           |
| 20:00 UTC+3 | 20:00 UTC+3      |           | (0 – 1) | Lionel Messi 13′ | Riyadh, Kung Saud Universitetsstadion Publik: 22 541 Domare: Matthew Conger (Nya Zeeland) | Riyadh, Kung Saud Universitetsstadion Publik: 22 541 Domare: Matthew Conger (Nya Zeeland) |
| 20:00 UTC+3 | 20:00 UTC+3      |           |         |                  | Riyadh, Kung Saud Universitetsstadion Publik: 22 541 Domare: Matthew Conger (Nya Zeeland) | Riyadh, Kung Saud Universitetsstadion Publik: 22 541 Domare: Matthew Conger (Nya Zeeland) |
| 20:00 UTC+3 | 20:00 UTC+3      |           |         |                  | Riyadh, Kung Saud Universitetsstadion Publik: 22 541 Domare: Matthew Conger (Nya Zeeland) | Riyadh, Kung Saud Universitetsstadion Publik: 22 541 Domare: Matthew Conger (Nya Zeeland) |

### 2020–
| 108         | 10 juli 2021 | Argentina          | 1 – 0   | Brasilien | Copa América 2021 (final)                                                 |                                                                           |
| 21:00 UTC−3 | 21:00 UTC−3  | Ángel Di María 22′ | (1 – 0) |           | Maracanã, Rio de Janeiro Publik: 7 800 Domare: Esteban Ostojich (Uruguay) | Maracanã, Rio de Janeiro Publik: 7 800 Domare: Esteban Ostojich (Uruguay) |
| 21:00 UTC−3 | 21:00 UTC−3  |                    |         |           | Maracanã, Rio de Janeiro Publik: 7 800 Domare: Esteban Ostojich (Uruguay) | Maracanã, Rio de Janeiro Publik: 7 800 Domare: Esteban Ostojich (Uruguay) |
| 21:00 UTC−3 | 21:00 UTC−3  |                    |         |           | Maracanã, Rio de Janeiro Publik: 7 800 Domare: Esteban Ostojich (Uruguay) | Maracanã, Rio de Janeiro Publik: 7 800 Domare: Esteban Ostojich (Uruguay) |